# 甘沟镇
甘沟镇，是中华人民共和国甘肃省平凉市静宁县下辖的一个乡镇级行政单位。
2015年，甘肃省民政厅批复同意撤销甘沟乡，设立甘沟镇。

## 行政区划
甘沟镇下辖以下地区：
甘沟村、屯堡村、响河村、雷黄村、圪哒村、闫岔村、上岔村、小岔村、水坪村、庙岔村、张湾村、梁岔村、马坡村、祁川村、王川村、张著村、杨咀村、大柳村和牡丹村。